# Heinz-Dieter Assmann
Heinz-Dieter Assmann (* 17. Januar 1951 in Heusenstamm) ist ein deutscher Jurist und emeritierter Professor an der Universität Tübingen. Schwerpunktbereiche seiner Forschung und Lehre sind das Gesellschafts- und Kapitalmarktrecht. Vom 1. Oktober 2016 bis zum 31. Dezember 2023 war er als Of Counsel bei Gleiss Lutz Rechtsanwälte in Stuttgart tätig. Assmann ist Herausgeber und Autor von vier führenden Kommentaren auf dem Gebiet des Kapitalmarktrechts und einer der namhaftesten Wissenschaftler auf diesem Rechtsgebiet. Seit 1993 ist er Mitherausgeber der Zeitschrift Die Aktiengesellschaft. Am 15. September 2020 übernahm er den Vorsitz der Museumsgesellschaft Tübingen, die 2021 ihr 200-jähriges Gründungsjubiläum beging.

## Leben
Assmann studierte ab 1969 Rechts- und Sozialwissenschaft an der Goethe-Universität Frankfurt am Main. Nach erstem (1974) und zweitem juristischen Staatsexamen (1977) wurde er wissenschaftlicher Mitarbeiter am Lehrstuhl von Friedrich Kübler an der Goethe-Universität. Dort wurde er 1980 bei Kübler mit einer Arbeit über das Wirtschaftsrecht der Mixed Economy zum Dr. iur. promoviert. 1980/81 absolvierte er ein LL.M.-Studium an der Universität von Pennsylvania in Philadelphia. Nach der Rückkehr nach Deutschland arbeitete er an seinem Habilitationsprojekt zur Prospekthaftung, mit dem er sich 1984 habilitierte. Anschließend war Assmann für kurze Zeit als Rechtsanwalt tätig, bis er 1985 einen Ruf an die Universität Heidelberg annahm. Bereits im darauffolgenden Jahr wechselte er an die Universität Tübingen, wo er bis zum 30. September 2016 den Lehrstuhl für Bürgerliches Recht, Handels- und Wirtschaftsrecht, Rechtsvergleichung und Rechtstheorie innehatte.
Rufe an die Universitäten Münster (Nachfolge Sandrock) und Goethe-Universität Frankfurt a. M. (Nachfolge Kübler) lehnte er ab.
Assmann war 1994 Gastprofessor an der Universität Tokyo (Todai), 1995 an der Chūō-Universität in Tokyo und 1997 an der Universität Chicago. Seit 1993 ist er geschäftsführender Mitherausgeber der vierzehntäglich im Verlag Dr. Otto Schmidt (Köln) erscheinenden Zeitschrift Die Aktiengesellschaft.
Vom 1. Oktober 2009 bis zum 30. September 2016 war Assmann Prorektor der Universität Tübingen für Struktur und Internationales.
Assmann ist Aufsichtsratsvorsitzender der AVAG Holding SE in Augsburg.
Vom 1. Oktober 2016 bis zum 31. Dezember 2023 war Assmann als Rechtsanwalt und Of Counsel bei Gleiss Lutz in Stuttgart tätig.
Seit 15. September 2020 ist er Vorsitzender der Museumsgesellschaft Tübingen.

## Veröffentlichungen (Auswahl)
- Handbuch des Kapitalanlagerechts (Hrsg. zusammen mit Rolf A. Schütze und Petra Buck-Heeb). 6. Aufl. Beck, München 2024. ISBN 978-3-406-79404-9.
- Kommentar zum Wertpapierübernahmegesetz (Hrsg. zusammen mit Thorsten Pötzsch und Uwe H. Schneider). 4. Aufl., Otto Schmidt, Köln 2024. ISBN 978-3-504-40083-5.
- Kommentar zum Kapitalanlagegesetzbuch (Hrsg. zusammen mit Edgar Wallach und Dirk A. Zetzsche). 2. Aufl. Otto Schmidt, Köln 2023. ISBN 978-3-504-31183-4.
- Prospektrecht -- Kommentar (Hrsg. zusammen mit Michael Schlitt und Wolf von Kopp-Colomb). 4. Aufl., Otto Schmidt, Köln 2022. ISBN 978-3-504-40108-5.
- Wertpapierhandelsrecht (Hrsg. zusammen mit Uwe H. Schneider und Peter O. Mülbert). 8. Aufl., Otto Schmidt, Köln 2023. ISBN 978-3-504-40103-0.
- Börsen, Banken, Spekulanten. Spiegelungen in der Literatur – Konsequenzen für Ethos, Wirtschaft und Recht. Zusammen mit Karl-Josef Kuschel. Gütersloher Verlagshaus, Gütersloh 2011. ISBN 978-3-579-06690-5.
- Gesellschaftsrecht (zusammen mit Friedrich Kübler). 6. Aufl., Müller, Heidelberg/München u. a. 2006. ISBN 978-3-8114-3110-2.